# Iman Vellani
Iman Vellani (Carachi, 12 de agosto de 2002) é uma atriz canadense e roteirista de histórias em quadrinhos. É conhecida por interpretar Kamala Khan nas produções Ms. Marvel (2022) e The Marvels (2023), do Universo Cinematográfico Marvel. Vellani também apareceu como Khan em outras produções da Disney e co-escreveu duas minisséries da Ms. Marvel.

## Vida e carreira
Nascida em Carachi, Paquistão, Vellani mudou-se para o Canadá quando tinha um ano de idade, e foi criada como uma muçulmana xiita ismaelita. Vellani se formou na "Unionville High School", em Markham, Ontário. Antes de ser escalada para ser a Ms. Marvel, Vellani foi selecionada como membra do Comitê TIFF Next Wave no Festival Internacional de Cinema de Toronto de 2019.
Em setembro de 2020, Vellani foi escalada como Kamala Khan na série de televisão do Disney+ Ms. Marvel, marcando sua estreia nas telas. Em dezembro de 2020, Vellani foi confirmada para reprisar seu papel como Kamala Khan no filme The Marvels.

## Filmografia

### Cinema
| Ano  | Título      | Papel                    |
| ---- | ----------- | ------------------------ |
| 2023 | The Marvels | Kamala Khan / Ms. Marvel |
| 2025 | Animal Farm | Muriel                   |

### Televisão
| Ano  | Título         | Papel                    | Notas       |
| ---- | -------------- | ------------------------ | ----------- |
| 2022 | Ms. Marvel     | Kamala Khan / Ms. Marvel | 6 episódios |
| 2025 | Marvel Zombies | Kamala Khan / Ms. Marvel |             |